# Miguel Rodriguez Orejuela
Pour les articles homonymes, voir Miguel Rodriguez, Rodriguez et Orejuela.
Miguel Rodriguez Orejuela,  alias "El Señor", né à Cali le 15 août 1943, est un trafiquant de drogue colombien. Il est, avec son frère Gilberto Rodríguez Orejuela, le cofondateur du Cartel de Cali.

## Biographie
Capturé le 6 août 1995, il est condamné en 1997 à 7 ans de prison pour trafic de stupéfiants. Début 2005, le président colombien Álvaro Uribe autorise son extradition et celle de son frère Gilberto aux États-Unis, où il est jugé pour importation de drogue aux États-Unis. Il est reconnu coupable et condamné à 30 ans de prison mais une négociation réduit sa peine à sept ans s'il restitue les biens acquis de manière illicite.